# Grauspecht
Der Grauspecht (Picus canus) ist eine Vogelart aus der Familie der Spechte (Picidae). Er ist neben dem bedeutend häufigeren Grünspecht (Picus viridis) und dem Iberiengrünspecht (Picus sharpei) der dritte Vertreter der sogenannten „Erdspechte“ in Europa. Sein Verbreitungsgebiet erstreckt sich über weite Teile der zentralen und östlichen Paläarktis, ostwärts bis an die Pazifikküste.
Der Grauspecht ist in seinen Habitatsansprüchen wesentlich anspruchsvoller als der Grünspecht. Er bevorzugt alte Laubmischwälder mit einem hohen Totholzanteil. Die Art ernährt sich vornehmlich von Ameisen, obwohl sie nicht so ausschließlich auf diese Insektenfamilie angewiesen ist wie der Grünspecht. Die Bruthöhle wird meist in abgestorbenen, zumindest aber stark geschädigten Bäumen angelegt.
Die lange Zeit als Unterarten betrachteten südostasiatischen Grauspechte, die des Himalayagebietes sowie jene aus Sumatra, werden seit 2014 als eigenständige Arten Picus guerini und Picus dedemi aufgefasst, sodass gegenwärtig (Stand 2016) drei Unterarten unterschieden werden.
Die Bestandsentwicklung der Art ist in den meisten Gebieten, aus denen detailliertere Einschätzungen vorliegen, negativ. Vor allem aufgrund des sehr großen Verbreitungsgebietes schätzt die IUCN den Gesamtbestand als nicht gefährdet (Least Concern) ein.

## Aussehen

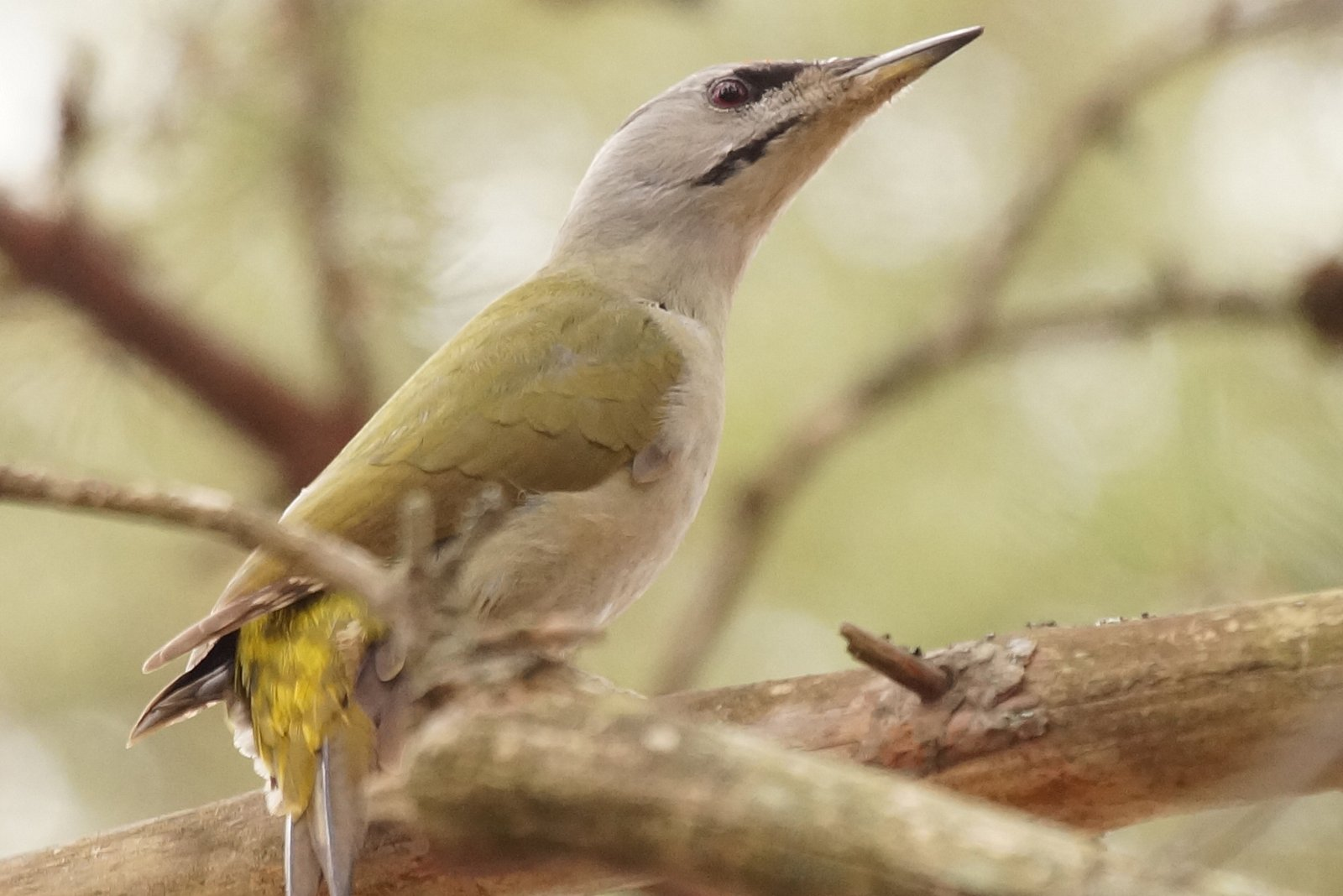
Weiblicher Grauspecht

Die Körperlänge des Grauspechts beträgt 28–33 Zentimeter, sein Gewicht liegt zwischen 110 und 206 Gramm. Die Vögel der Unterart P. c. jessoensis sind meist etwas größer und schwerer als Individuen der Nominatform. Er ist im Durchschnitt etwas kleiner und leichter als der Grünspecht. Dieser Größenunterschied ist jedoch ohne direkten Vergleich feldornithologisch kaum feststellbar. In etwa entspricht die Größe der Art der einer Türkentaube.
Grauspechte sind auf der Oberseite ziemlich einheitlich matt olivgrün. Über den Nacken zum Kopf hin geht diese Färbung in ein helles Grau über, der Kopf wirkt hellgrau. Die spechttypischen Gesichts- und Scheitelzeichnungen sind klein und nicht sehr auffallend. Die Rotfärbung ist beim Männchen auf einen kleinen Fleck im Stirnbereich reduziert, nur ein relativ undeutliches Zügelband und ein ebenfalls wenig auffälliger Bartstreif sind schwarz. Der Schnabel ist dunkel und ganz leicht aufwärts gebogen, die Iris der Augen ist ebenfalls dunkel und schimmert, abhängig vom Lichteinfall, zuweilen leicht rötlich. Nackenabzeichen fehlen bei den Unterarten der in Europa und Westasien verbreiteten canus-Gruppe völlig. Bei den Unterarten der guerini-Gruppe ist der Nacken dagegen schwarz gefärbt. Hinterrücken und Bürzel sind heller als das Rückengefieder und weisen meist ein sattes, stumpfes Gelbgrün auf. Der im Vergleich zum Grünspecht etwas längere Schwanz ist wie das Rückengefieder gefärbt, einige der Steuerfedern sind jedoch etwas heller und zudem unregelmäßig hellbraun-gelb gebändert, sodass der Schwanz insgesamt etwas gesprenkelt erscheint. Die Unterseite des Spechtes ist einheitlich und zeichnungslos matt blassgelb, die Kehle ist sehr hell, manchmal fast weiß. Im Sitzen bilden die dunkelgrau bis schwarzen, deutlich hell gebänderten Handschwingen einen dunkel-hell markierten, meist auffälligen Flügelrand.
Die Geschlechter unterscheiden sich recht deutlich voneinander. Beim Weibchen fehlt die kleine rote Scheitelplatte des Männchens, meist ist bei ihnen diese Gefiederpartie etwas dunkler grau oder ganz leicht grau-schwarz gestreift. Auch die schwarzen Abzeichen (Zügel und Bartstreif) sind schmaler, kürzer und auch matter gefärbt. Insgesamt ist die Gefiederfärbung des Weibchens blasser und matter. In Größe und Gewicht unterscheiden sich die Geschlechter nicht.

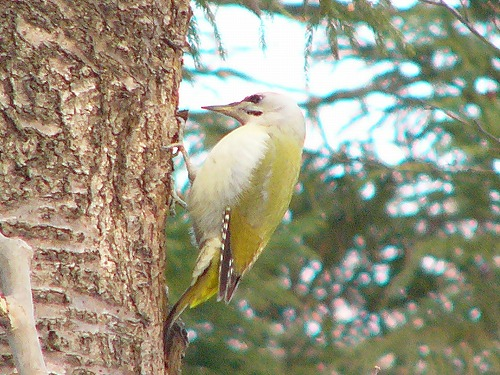
Grauspecht, Unterart jessoensis

Schon im Jugendgefieder besteht ein recht deutlicher Geschlechtsdimorphismus. Juvenile Männchen weisen bereits Andeutungen der roten Scheitelplatte und der schwarzen Gesichtsabzeichen auf, ihr Gefieder ist grünbräunlich und an der Unterseite undeutlich dunkel gebändert. Juvenile Weibchen dagegen sind ziemlich zeichnungslos matt grüngrau, sie gleichen weitgehend ausgefärbten Weibchen.

### Flug
Wie Grünspechte fliegen Grauspechte in einem sehr schnellen wellenförmigen Bogenflug. Der Körper ist durchgestreckt, die Flügel werden einige Male rasch hintereinander geschlagen und danach – im Wellental des Flugverlaufes – eng an den Körper angelegt. Grauspechte fliegen häufiger auf als Grünspechte. Während diese auch weitere Strecken hüpfend zurücklegen, überbrücken Grauspechte auch kürzere Ortswechsel meist fliegend.

### Unterscheidung Grauspecht-Grünspecht

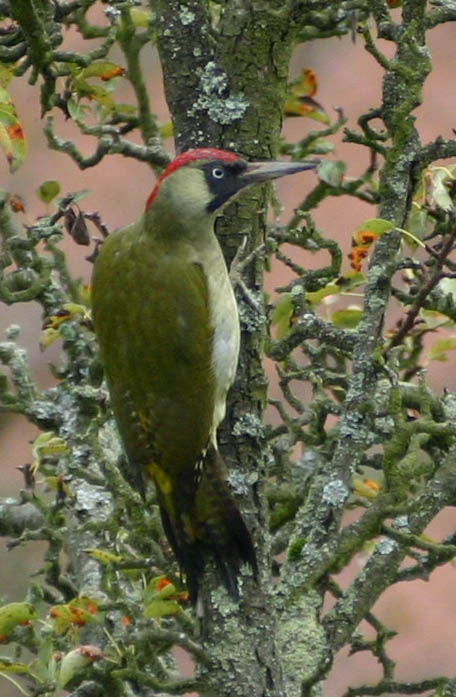
Grünspecht, Weibchen

Der Grauspecht ist dem Grünspecht ähnlich, es bestehen aber gute, auch feldornithologisch brauchbare Unterscheidungsmerkmale. Beim Grünspecht tragen beide Geschlechter ausgedehnte rote Stirn-Scheitel- und Nackenabzeichen, beim Grauspecht weist nur das Männchen eine kleine rote Stirn-Scheitelplatte auf. Der Grünspecht ist helläugig, die gesamte Wangenpartie dieses Spechtes ist schwarz. Beim dunkeläugigen Grauspecht sind nur kleine Bereiche (Zügelband, schmaler Bartstreif) schwarz. Der leuchtend olivgrüngelbe Grünspecht ist ein auffälliger, präsenter Vogel, während der in den Farbtönen ähnliche, aber matter gefärbte Grauspecht meist sehr verborgen und unauffällig lebt, ohne deshalb aber scheuer als der Grünspecht zu sein. Obwohl keine Verbreitungsüberschneidung der Arten in diesem Gebiet besteht, ähneln Grünspechte der Iberischen Halbinsel (Picus viridis sharpei) dem Grauspecht sehr. Auch bei diesen ist die Gesichtsmaske auf einen kurzen Zügel- beziehungsweise Bartstreif reduziert, die Wangenpartie wirkt insgesamt grau. Die roten Stirn- und Nackenabzeichen tragen dagegen beide Geschlechter.
Die Revierrufe der beiden Arten sind gut unterscheidbar, doch muss beachtet werden, dass Grünspechte in Regionen, in denen der Grauspecht nicht vorkommt, oft grauspechtähnlich rufen.

## Stimme
Die Lautäußerungen von Grünspecht und Grauspecht sind einander sehr ähnlich. Der weittragende Reviergesang des Grauspechtes ist jedoch melodischer und reiner tönend als das explosive Lachen des Grünspechtes. Die aus zehn bis 15 Einzelelementen bestehende Lautreihe (klü-klü-klü ...kü...kü...kü(kö)..) fällt in der Tonhöhe ab und wird mit größeren Silbenabständen langsamer. Die Strophe wirkt etwas melancholisch, schwermütig, gegen Ende wird sie leiser und erstirbt. Der Reviergesang des Weibchens ist sehr ähnlich, aber etwas leiser und nicht so volltönend melodiös, sondern krächzender und meist auch kürzer. Die Reviergesänge sind ab Ende Februar zu hören, in besonders milden Wintern auch früher. Die höchste Gesangsintensität liegt im März, danach verhalten sich diese Spechte akustisch sehr unauffällig. Der Reviergesang dient sowohl der Revierabgrenzung und der Revierbehauptung als auch der Partnerwerbung. Daneben kommuniziert das Männchen mit dem Weibchen mit leisen djück-Rufen, auf die das Weibchen situationsbezogen entweder heiser gwüü oder leiernd diediedie antwortet. Die Bedeutung dieser Differenzierung ist nicht bekannt.
Neben diesen partnerbezogenen Vokalisationen sind von beiden Geschlechtern, häufiger jedoch vom Männchen, aggressionsbestimmte Laute zu hören. Dabei dominieren einzelne, scharfe kük-Rufe, die bei steigender Erregung gereiht und mit kek fortgesetzt werden. Einem einzelnen kük kommt auch eine Warnfunktion zu, denn sperrende Junge verstummen nach diesem Ruf eines Elternteils sofort. Die individuelle Trommelaktivität der Grauspechte ist sehr unterschiedlich, doch trommeln sie häufiger als Grünspechte. Die Schlagfrequenz beträgt etwa 20 Schläge pro Sekunde, ein Wirbel kann bis zu 40 Schläge umfassen, also zwei Sekunden dauern. Beide Geschlechter trommeln, das Weibchen aber weniger häufig und meist auch leiser und kürzer. Grauspechte benutzen oft dieselben, gut resonierenden Trommelunterlagen über Jahre hinweg – diese Trommelplätze können recht weit von der Bruthöhle entfernt liegen. Wegen der besonders günstigen Resonanz verwendet der Grauspecht auch häufig Metallabdeckungen auf Masten oder Dächern als Trommelunterlage.

### Stimmbeispiele
- Rufreihe des Grünspechts
- Rufreihe des Grauspechts[6]

## Verbreitung

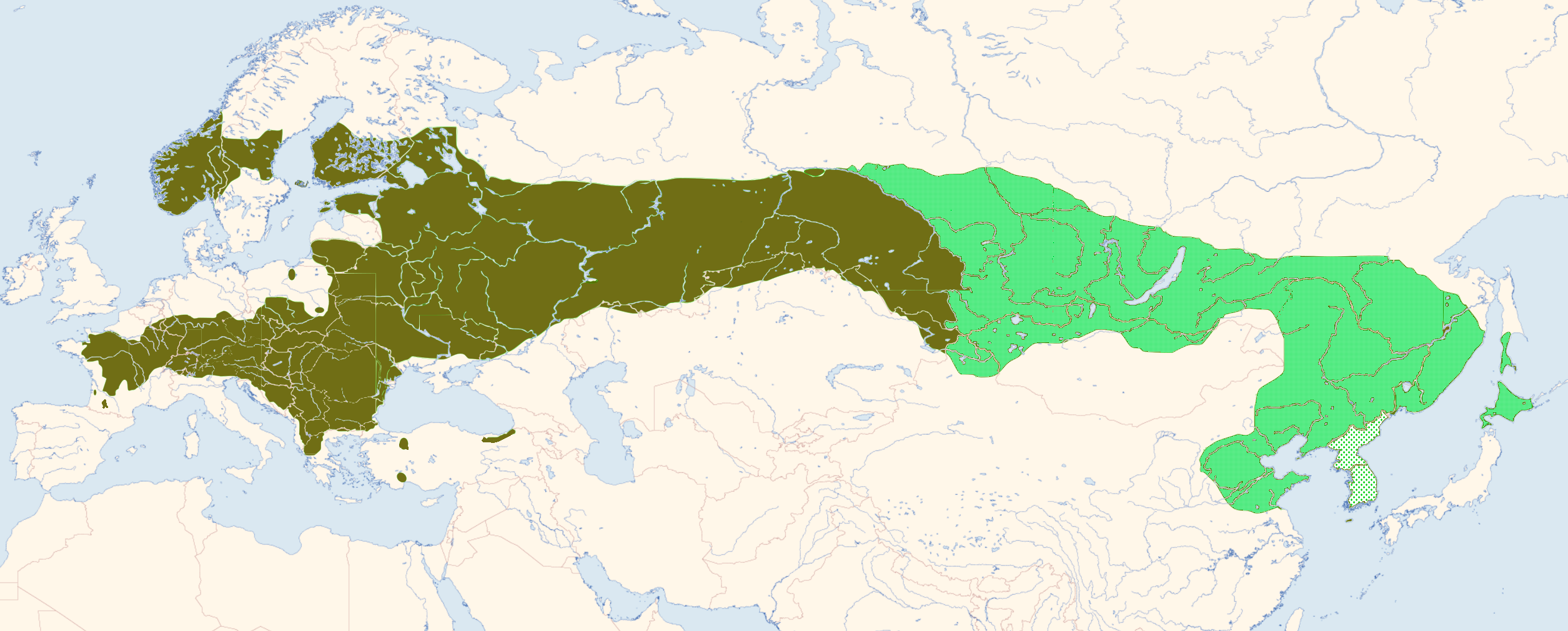
Verbreitungsgebiet des Grauspechtes
olivgrün: Picus canus canus
hellgrün: Picus canus jessoensis
weiß mit grünen Punkten: Picus canus griseoviridis

Der Grauspecht ist über weite Teile Zentral-, Nord- und Südosteuropas sowie in einem breiten Gürtel südlich des borealen Nadelwaldes quer durch Asien bis an die Pazifikküste, Sachalin und Hokkaidō verbreitet. Im Wesentlichen liegt die Nordgrenze des Verbreitungsgebietes im Übergangsbereich zwischen geschlossenem Nadelwald und aufgelockertem Laubmischwald, die Südgrenze verläuft in jenen Regionen, in denen die Baumsteppe in baumlose Strauch- und Buschsteppe übergeht. In Ostasien erreicht die Art ihre größte Rassendifferenzierung und besiedelt von der Mandschurei südwärts die Koreanische Halbinsel, weite Bereiche Ostchinas und Hinterindiens, die Bergwälder der Malaiischen Halbinsel sowie höher gelegene Gebiete auf Sumatra. Ob die Art auch auf Borneo vorkommt, ist unklar. Einige Populationen sind weit in die Gebirgstäler und Vorgebirge des Himalaya vorgedrungen.
In Europa brütet die Nominatform Picus canus canus von Westfrankreich in einem breiten Gürtel ostwärts bis an den Ural. Besiedelt sind ausgedehnte Gebiete in Mittelskandinavien und in Zentral-, Ost- und Südosteuropa. Über die Bestände in der Türkei liegen widersprüchliche Informationen vor, wahrscheinlich brütet die Art jedoch in einigen (hundert?) Paaren in den Mittelgebirgslagen des Pontischen Gebirges. Die Art kommt in der Norddeutschen Tiefebene, auf den Britischen Inseln und auf der Iberischen Halbinsel nicht vor. Auch die Mittelmeerinseln sind nicht besiedelt. In Italien brütet der Grauspecht nur im äußersten Norden.
Innerhalb seines großflächigen und weiträumigen Verbreitungsgebietes ist der Grauspecht nirgendwo häufig. Die Verbreitungsschwerpunkte dieser Art liegen in der Ostpaläarktis.

## Lebensraum
Der Grauspecht brütet in reich gegliederten Landschaften, die zumindest kleine Laubholzanteile aufweisen. Er ist stärker an Wald gebunden als der Grünspecht und kommt auch, im Gegensatz zu diesem, im Inneren großer, geschlossener Wälder vor. Insgesamt sind seine Lebensräume sehr unterschiedlich. Bevorzugt werden aufgelockerte Laubmischwälder mit vielfältigen Grenzstrukturen, etwa Lichtungen, Windwurfflächen, Jungwuchsbeständen, Lawinenschneisen oder eingestreuten großen Felsblöcken, die sowohl ausreichend geeigneten Baumbestand zur Anlage von Brut- und Schlafhöhlen sowie Trommelbäume bieten als auch totholzreiche Abschnitte und Freiflächen zum Nahrungserwerb aufweisen. Solche Landschaftsstrukturen findet der Grauspecht in Europa vor allem in Auwaldgebieten sowie in forstwirtschaftlich nur extensiv bewirtschafteten Mittelgebirgslagen. Er kann aber auch Sekundärlebensräume wie Parkanlagen, Obstgärten, Friedhöfe oder Golfplätze besiedeln und dort auf relativ engem Raum gemeinsam mit dem Grünspecht vorkommen. Obwohl der Grauspecht in manchen Gegenden Mitteleuropas bevorzugt Buchenwälder zu besiedeln scheint, sind insgesamt keine eindeutigen Laubbaumpräferenzen feststellbar. Im Winter werden grobborkige Bäume wie Pappeln oder Eichen häufig zur Nahrungssuche aufgesucht. Auch Nadelwälder werden nicht generell gemieden, so brütet die Art in Vorarlberg in Kiefernmischwäldern und in alten Lärchenbeständen, eine isolierte griechische Population im Oita-Gebirge besiedelt reine Tannenbestände (Abies cephalonica).
In Europa kommt der Grauspecht bevorzugt in Habitaten der Hügellandstufe und in der submontanen Stufe vor. In seinen asiatischen Verbreitungsgebieten sind Brutplätze auf über 3000 m bekannt, die ostasiatischen Grauspechte sind fast ausschließlich Brutvögel der Bergwälder. Dort, wo die Art ungestörte Lebensbedingungen und ein ausreichendes Nahrungsangebot vorfindet, brütet sie jedoch ebenso in Tieflandgebieten. So sind zum Beispiel in den Pappel- und Erlengalerien des Donaudeltas die Populationsdichten sehr hoch, und auch in Deutschland zählen einige ausgedehnte Auwälder zu guten Grauspechtrevieren.
In Asien bewohnt die Art unterschiedliche Waldtypen, wobei solche mit laubwerfenden Baumarten offenbar bevorzugt werden. Im Himalaya steigen Grauspechte bis in Höhen von über 3000 m auf, der Schwerpunkt der Brutverbreitung liegt aber unterhalb dieser Höhenlagen. In Ostasien werden gelegentlich auch Bambusgehölze besiedelt. Im Winter sind Grauspechte in unterschiedlichsten Landschaftsstrukturen zu finden, so unter anderem auch in Riedgebieten.
Über die Siedlungsdichten und Reviergrößen liegen nur wenige verlässliche Zahlen aus Mitteleuropa vor. In optimalen Habitaten wurden vergleichsweise hohe Dichten mit bis zu zehn Brutpaaren pro Quadratkilometer festgestellt. Meist sind geeignete Gebiete aber bedeutend dünner besiedelt. Der durchschnittliche Aktionsraum eines Grauspechtpaares beträgt in Mitteleuropa etwa einen bis zwei Quadratkilometer.

## Systematik
Der Grauspecht ist ein Vertreter der Gattung Picus, der außer ihm noch 14 weitere Arten angehören. Nur der Iberiengünspecht (Picus sharpei) und der Atlasgrünspecht (Picus vaillantii) sind noch weiter in die West- beziehungsweise Südwestpaläarktis vorgedrungen. Die Radiation ging von Südostasien aus, wo auch heute noch die meisten anderen Arten dieser Gattung beheimatet sind.
Grünspecht, Grauspecht, Iberiengrünspecht und Atlasgrünspecht sind evolutionsgeschichtlich junge Arten. Wahrscheinlich wurden während der letzten Eiszeit, der Würmeiszeit, Populationen einer gemeinsamen Stammart isoliert. Erst nach Abschmelzen der Eismassen kamen die Arten wieder miteinander in Berührung. Möglicherweise ist die genetische Differenzierung zwischen den drei Arten aber von noch jüngerem Datum.
Die beiden lange Zeit als conspezifisch betrachteten Arten Picus guerini und Picus dedemi sind Schwesterarten, der Grünspecht ist sehr nahe verwandt.
Zurzeit (2016) werden drei Unterarten beschrieben:
- Picus canus canus Gmelin, JF, 1788: Oben beschrieben. Europa bis Westsibirien. Im westlichen Sibirien breites Übergangsgebiet zwischen der Nominatform und P. c. jessoensis.
- Picus canus jessoensis Stejneger, 1886: Mittel- und Ostsibirien; Sachalin, Hokkaido; südwärts bis ins nördliche China. Geringfügig größer und im Durchschnitt schwerer. Insgesamt heller; Grauanteile überwiegen, weniger grün.
- Picus canus griseoviridis (Clark, 1907): Korea. Kleiner und dunkler als P. c. jessoensis; größerer Grünanteil.

Es wurden eine Reihe anderer Unterarten beschrieben, die mit Stand 2016 jedoch als individuelle Färbungsvarianten angesehen, und nicht als Unterarten anerkannt werden.
Das International Ornithological Committee führt zusätzlich:
- Picus canus kogo (Bianchi, 1906) kommt in Zentralchina vor.
- Picus canus guerini (Malherbe, 1849) kommt im nördlichen zentralen und östlichen zentralen China vor.
- Picus canus sobrinus Peters, JL, 1948 ist im Südosten Chinas und dem Nordosten Vietnams verbreitet.
- Picus canus tancolo (Gould, 1863) kommt auf Hainan und Taiwan vor.
- Picus canus sordidior (Rippon, 1906) ist im Südosten Tibets und dem Südwesten Chinas bis in den Nordosten Myanmars verbreitet.
- Picus canus sanguiniceps Baker, ECS, 1926 kommt im Nordosten Pakistans bis in den Norden Indiens und den Westen Nepals vor.
- Picus canus hessei Gyldenstolpe, 1916 kommt in Nepal und dem Nordosten Indiens bis Myanmar und Indochina  vor.
- Picus canus robinsoni (Ogilvie-Grant, 1906) kommt im Westen Malaysias vor.
- Picus canus dedemi (van Oort, 1911) ist auf Sumatra verbreitet.

P. c. griseoviridis wird dort als Synonym zu P. c. jessoensis gesehen.

### Hybridisierungen
Es gibt einige Belege für Mischbruten zwischen Grau- und Grünspecht, sie scheinen allerdings äußerst selten vorzukommen. Der weibliche Partner war offenbar immer ein Grauspecht. Die Jungen, über deren Fertilität nichts bekannt ist, ähneln in der Gefiederfärbung stärker einem Grauspecht, haben aber einen roten Scheitel, eine rötliche Nackenfärbung und eine helle Iris; einige waren auch auffallend dunkel gefärbt.

## Nahrung

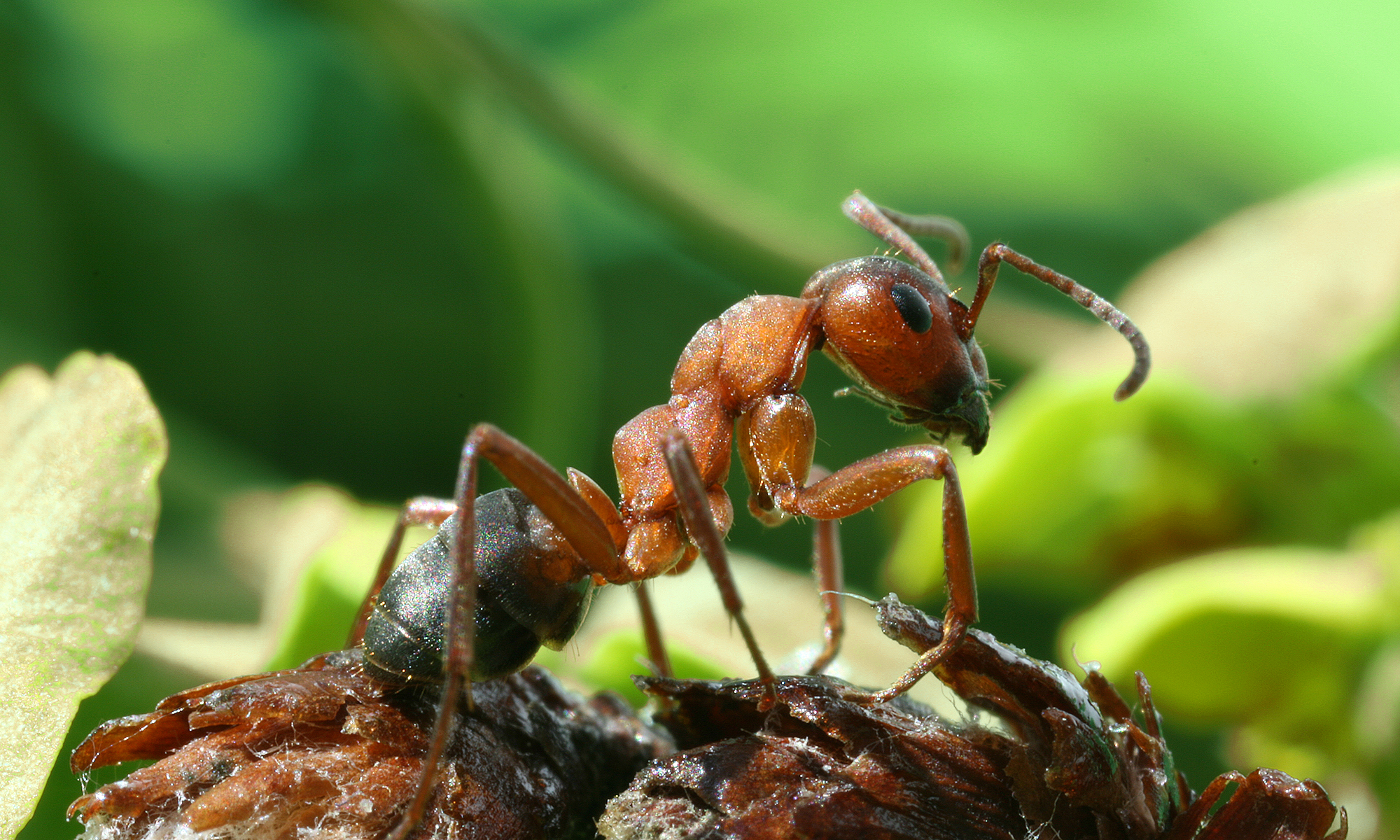
Die Rote Waldameise zählt zu den vom Grauspecht gefressenen Ameisenarten

Der Grauspecht ist ein etwas weniger stark spezialisierter Ameisenjäger als der Grünspecht. In seiner Ernährungsstrategie bildet er ein Zwischenglied zwischen vielen Arten der Buntspechte (Dendrocopos) und den vielfach vorwiegend auf Ameisen spezialisierten anderen Arten der Gattung Picus. Diese weniger strikte Ausrichtung des Grauspechtes auf Ameisennahrung erlaubt es auch den beiden heimischen Picus-Arten in vielen Gebieten sympatrisch vorzukommen und bei Distanzen von etwa 100 Metern auch sehr nahe zueinander zu brüten.
Dennoch bilden vor allem im Frühjahr und Sommer Ameisen und ihre Entwicklungsstadien den Hauptbestandteil der Grauspechtnahrung. Vor allem Waldameisen (Formica sp.), Wegameisen (Lasius sp.) sowie Vertreter der Knotenameisen, insbesondere solche der Gattung Myrmica dominieren das Nahrungsspektrum. Daneben spielen Raupen, Grillen und verschiedene rinden- und holzbewohnende Käferlarven sowie Fliegen und Läuse als Beutetiere eine wesentliche Rolle. Im Spätherbst und im Winter nehmen Grauspechte regelmäßig und in beträchtlichen Mengen vegetarische Kost zu sich, wie verschiedene Beeren und Früchte.

## Verhalten

### Aktivität und Komfortverhalten
Die Aktivitätsspanne des Grauspechts reicht von Sonnenaufgang bis zum Sonnenuntergang. Weibchen sind in der Regel länger aktiv und kehren oft erst in der späten Abenddämmerung zu ihren Schlafhöhlen zurück. Innerhalb dieser Aktivitätszeit legen Grauspechte individuell sehr unterschiedlich lange und auch in ihrer zeitlichen Verteilung unregelmäßige Ruhe- und Komfortpausen ein. Grauspechte benützen mehrere Schlafhöhlen und wechseln diese häufiger als der Grünspecht.
Über das Komfortverhalten der Art ist nur sehr wenig bekannt. So sind Grauspechte bislang nur sehr selten beim Baden oder Trinken beobachtet worden. Häufiger dagegen wurden Grauspechte sowohl beim passiven als auch beim aktiven Einemsen gesehen.

### Territorial- und Aggressionsverhalten

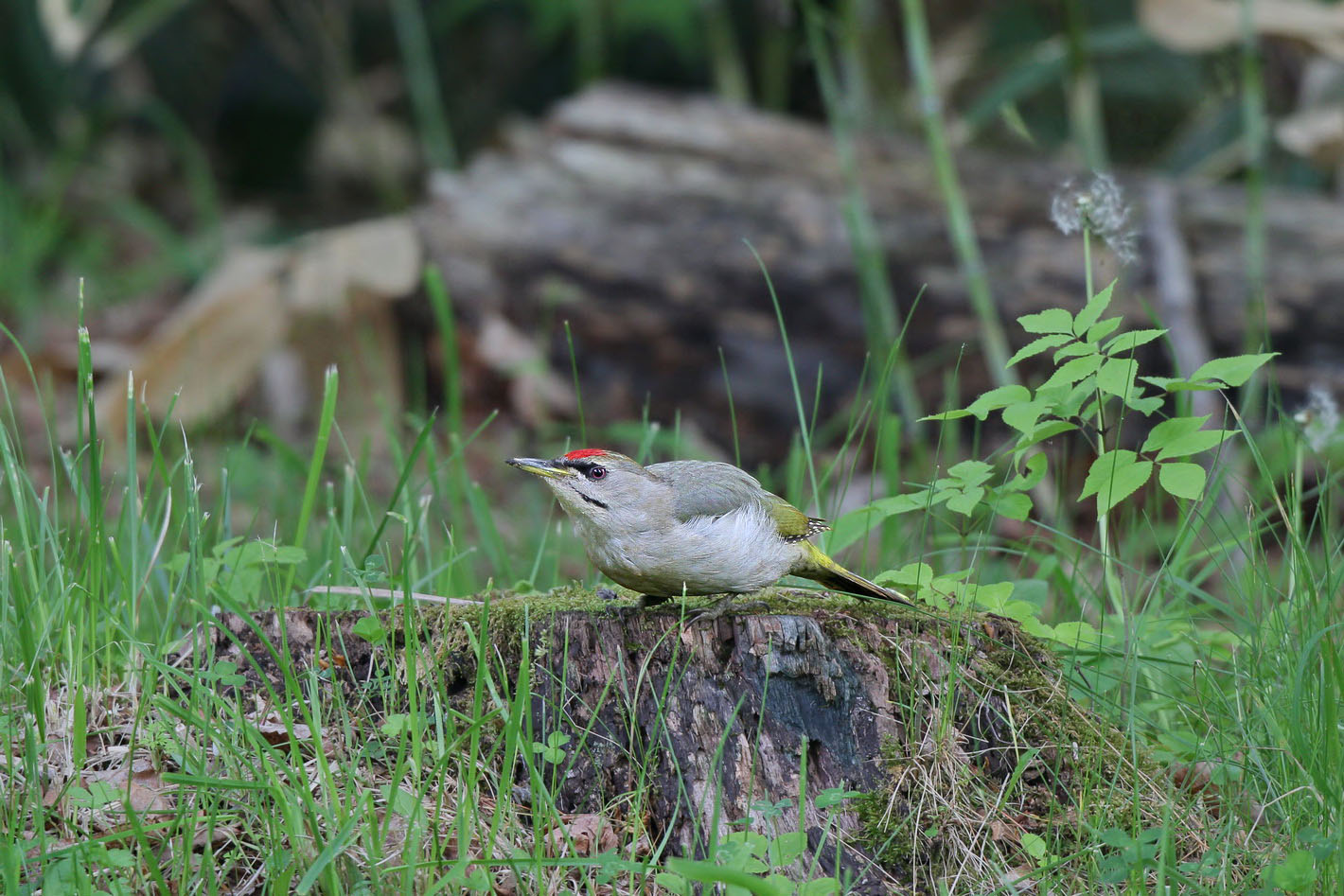
Picus canus jessoensis – Adultes Männchen in Drohstellung

Grauspechte sind außerhalb der Brutzeit ausgesprochene Distanzvögel. Brutpartner sind jedoch auch außerhalb der Brutzeit gelegentlich gemeinsam anzutreffen. Die größte nachgewiesene Nähe benachbarter Bruthöhlen lag bei 1,25 Kilometern. Grauspechte beanspruchen unterschiedlich große Reviere, die bei günstigsten Bedingungen nur etwa zehn Hektar groß sein können, meist aber diese Größe um ein Mehrfaches überschreiten. Besonders die Winterreviere umfassen einige Quadratkilometer. Das Revier wird durch Rufe markiert, eindringende Artgenossen werden aber nicht direkt angegriffen. Schlüsselstellen dagegen werden direkt und aggressiv gegenüber Artgenossen und auch anderen Vögeln verteidigt. Dabei kann es sich um besonders günstige Nahrungsplätze (Ameisenhügel, insektenreiche Baumstumpen, frequentierte Ameisenstraßen), Rast- und Trommelplätze sowie Schlafhöhlen innerhalb des Reviers handeln. Solche Auseinandersetzungen können zu gelegentlich tödlich endenden Hackkämpfen führen. Auf Klangattrappen reagieren beide Geschlechter meist mit Antworten aus weiterer Distanz, gelegentlich aber auch mit größerer Annäherung und genauerer Inspektion der Störungsquelle. Bei Störungen durch Menschen am Nest verhalten sich Grauspechte meist sehr still, oft fliehen sie bereits bei den ersten Störungsanzeichen. Gegenüber potentiellen Feinden sichern sie intensiv und verharren oft völlig regungslos über längere Zeit auf der dem Eindringling abgewandten Stammseite.
Bei Auseinandersetzungen um eine Bruthöhle unterliegt der Grauspecht dem Grünspecht, weicht aber auch gegenüber anderen Höhlen beanspruchenden Vögeln wie Hohltauben oder Staren relativ rasch aus.

### Nahrungserwerb
Die Nahrung wird überwiegend am Boden gesucht und aufgenommen. Meist werden die Ameisen direkt vom Boden, von einem Baumstrunk oder einem Stamm eingesammelt, seltener stochert er selbst Löcher in morsches Holz. Die Zunge dient bei der Nahrungsaufnahme mehr als Leimrute denn als Harpune. Holzbewohnende Insekten werden unter der Rinde aufgespürt, dabei entfernt er lose Rindenteile und stochert Insektenlarven mit bohrenden Schnabelbewegungen aus verrottenden Holzstümpfen. Im Winter werden Früchte und Beeren sowohl vom Boden als auch direkt von den Bäumen und Sträuchern aufgenommen, wobei Grauspechte gelegentlich kopfunter an einem Zweig hängend balancieren. Die Nahrungsflüge führen Grauspechte relativ weit von der Bruthöhle weg, Distanzen über einen Kilometer wurden regelmäßig festgestellt. In strengen Wintern profitieren Grauspechte oft von den Aktivitäten des Schwarzspechtes (Dryocopus martius), der selbst bei tiefen Temperaturen und hoher Schneebedeckung Ameisenhaufen öffnen oder durch seine großflächige Hackarbeit an holzbewohnende Insekten gelangen kann. Regelmäßig sind Grauspechte nahrungssuchend an Felsen und Klippen, gelegentlich auch an Gebäuden zu beobachten, und etwas häufiger als Grünspechte besuchen sie Futterhäuschen oder landwirtschaftliche Anwesen. Dabei handelt es sich vor allem um Jungvögel und Weibchen, die bei Nahrungsknappheit offenbar aus Männchenrevieren vertrieben werden.

### Wanderungen
In den meisten Populationen dieser Art überwiegen Standvögel. Ortswechsel sind meist kleinräumig, wobei Weibchen – wohl gezwungenermaßen – eine größere Mobilität aufweisen als Männchen. Brutvögel aus höheren Lagen dehnen ihre Reviere weiträumig in tiefer gelegene Gebiete aus. Brutreviere werden im Winter oft auf das Zehnfache der Fläche vergrößert, wobei der ehemalige Brutplatz nicht unbedingt im Zentrum des Winterreviers liegen muss. Weibchen und Jungvögel müssen bei Nahrungsknappheit häufig in weniger optimale Gebiete ausweichen und erscheinen dann auch in unmittelbarer Nähe von Siedlungen und an Futterstellen. Bei hoher Schneebedeckung verstreichen auch die Männchen in günstigere Gebiete.
Weiträumigere und saisonal wiederkehrende Wanderbewegungen finden offenbar in nordeuropäischen und sibirischen Populationen statt. Manche, nach Ringbefunden mittelschwedische Vögel, ziehen über einige 100 Kilometer entlang der Küstenlinie der Ostsee nach Südwesten und kehren im Spätwinter wieder an ihre Brutplätze zurück. Möglicherweise überfliegen Grauspechte aus Finnland und den Åland-Inseln regelmäßig den Bottnischen Meerbusen. Ähnliche Zugbewegungen sind von mittelsibirischen Grauspechten bekannt.
Die generelle Brutortstreue der Art spiegelt sich auch in den mehrheitlich geringen Distanzen des Jugenddispersals wider. Bei durchschnittlicher Bestandsdichte und ausreichenden Nahrungs- und Brutplatzressourcen versuchen sich junge Grauspechte meist innerhalb eines Radius von 20 Kilometern wieder zu etablieren, Dispersionsflüge von mehr als 50 Kilometern gehören zu den Ausnahmen.

## Brutbiologie

### Balz und Paarbildung
Grauspechte werden am Ende des ersten Lebensjahres geschlechtsreif. Sie führen eine weitgehend monogame Brutsaisonehe. Wegen der großen Brutplatztreue der Art dürften Wiederverpaarungen nicht selten sein. Die Balz beginnt im frühen Spätwinter, in Mitteleuropa bei mildem Wetter schon Ende Januar. Ihren Höhepunkt erreicht sie jedoch erst Ende Februar und Anfang März. Sie kann bis weit in den April hinein währen, in Ausnahmefällen hört man die Revier- und Balzrufe des Grauspechtes bis in den Mai hinein. Die Hauptbalz der nordeuropäischen und nordasiatischen Populationen beginnt erst Mitte März und dauert bis Juni. Über die Fortpflanzungszeit der südostasiatischen Unterarten sowie jener aus den Himalayatälern und Vorgebirgen liegen keine Informationen vor.
Die Hauptbalz beginnt mit intensiven Rufreihen und Trommelfolgen, zuerst des Männchens, nach erfolgter Anpaarung beider Geschlechter. Das Brutrevier wird abgeflogen, vorhandene Höhlen werden inspiziert. Gelegentlich, insbesondere vor einer Kopula, füttert das Männchen das Weibchen. Wesentlicher Bestandteil der Paarbindung ist das Höhlenzeigen und der Bruthöhlenbau. Ob eine neue Höhle gezimmert wird, hängt vom Angebot brauchbarer alter ab, häufig werden Schwarzspechthöhlen adaptiert oder Buntspechthöhlen ausgebaut. Sehr selten brüten Grauspechte in Nistkästen. Selbst zimmern Grauspechte Höhlen in unterschiedliche Baumarten, wobei vor allem Buchen und Eichen, in den Auwäldern Pappeln, Birken und Weiden bevorzugt werden. Grauspechthöhlen finden sich aber auch in Linden, Erlen, Ulmen und Eschen, gelegentlich auch in Nadelbäumen. In Sekundärhabitaten werden auch Obstbäume, vor allem Kirsch- und Birnbäume, als Höhlenbäume gewählt. An den Brut- und Schlafhöhlen arbeiten beide Partner. In der Regel werden Verwitterungsstellen oder Astausbrüche ausgenutzt, um den Nistplatz zu zimmern. Nicht selten werden die Höhlen nicht im Stamm, sondern in weitgehend vertikalen Astabschnitten angelegt. Die Bruthöhlen liegen meist in Höhen zwischen drei und fünf Metern. In Ausnahmefällen können sie fast bodennah oder im Kronenbereich hoher Bäume angelegt werden. Der Stamm- oder Astabschnitt, in dem die Höhle liegt, ist häufig leicht geneigt, so dass das Einflugloch gegen eindringenden Regen geschützt ist. Das Einflugloch selbst ist rund, manchmal auch leicht hochoval und misst etwa fünf bis sechs Zentimeter im Durchmesser. Oft bildet aber auch ein Riss oder Spalt im Baum die von außen kaum erkennbare Einflugstelle. Die Bruthöhlen selbst sind im Durchschnitt bis zu 30 Zentimeter tief. Wie fast alle Spechte trägt auch der Grauspecht kein Nistmaterial ein, doch verbleiben in der Nesthöhle genügend Hackspäne, um eine relativ weiche Unterlage abzugeben.

### Gelege und Brut

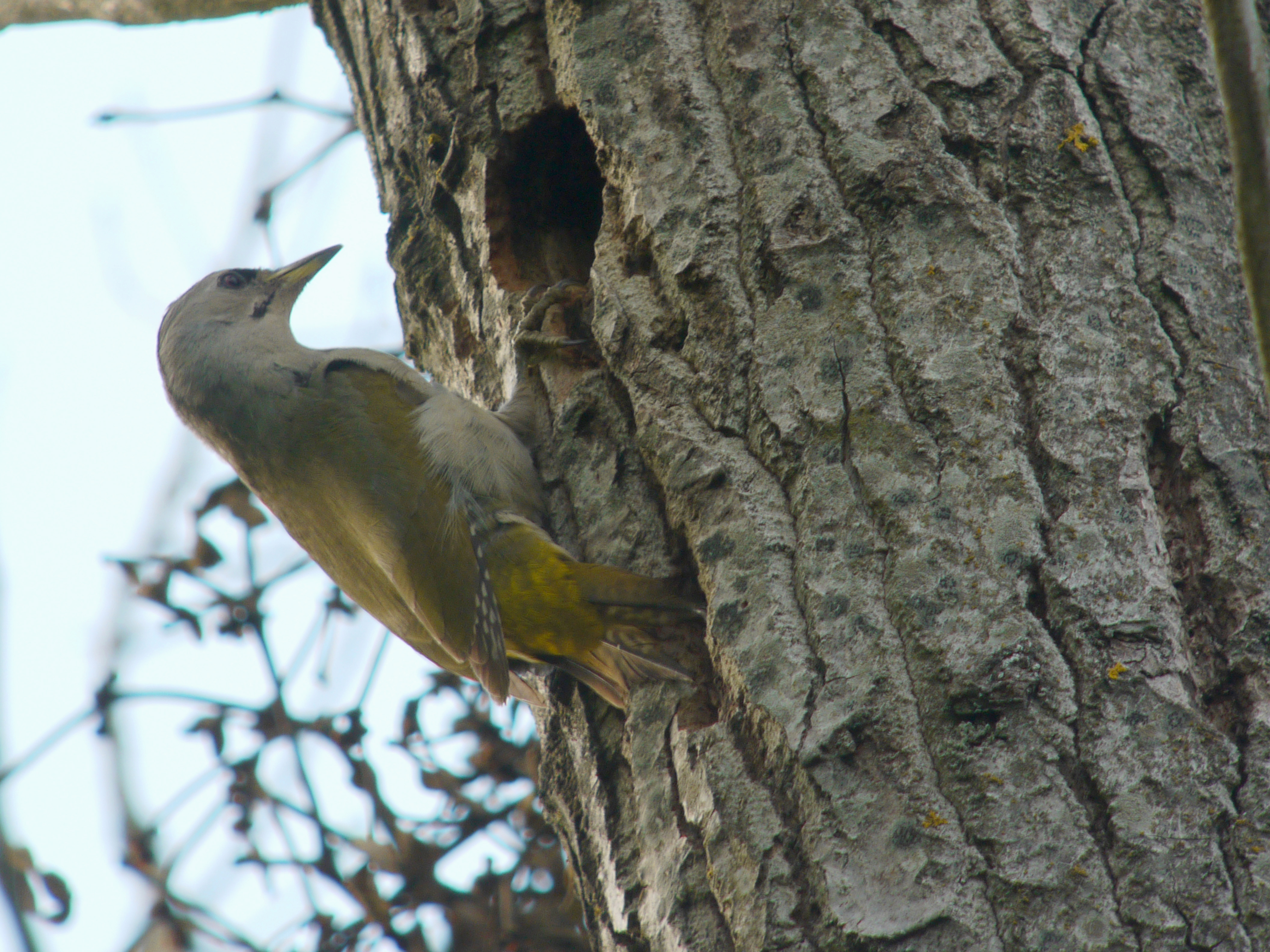
Picus canus canus
Adulter Grauspecht, vermutlich Weibchen, an der Bruthöhle

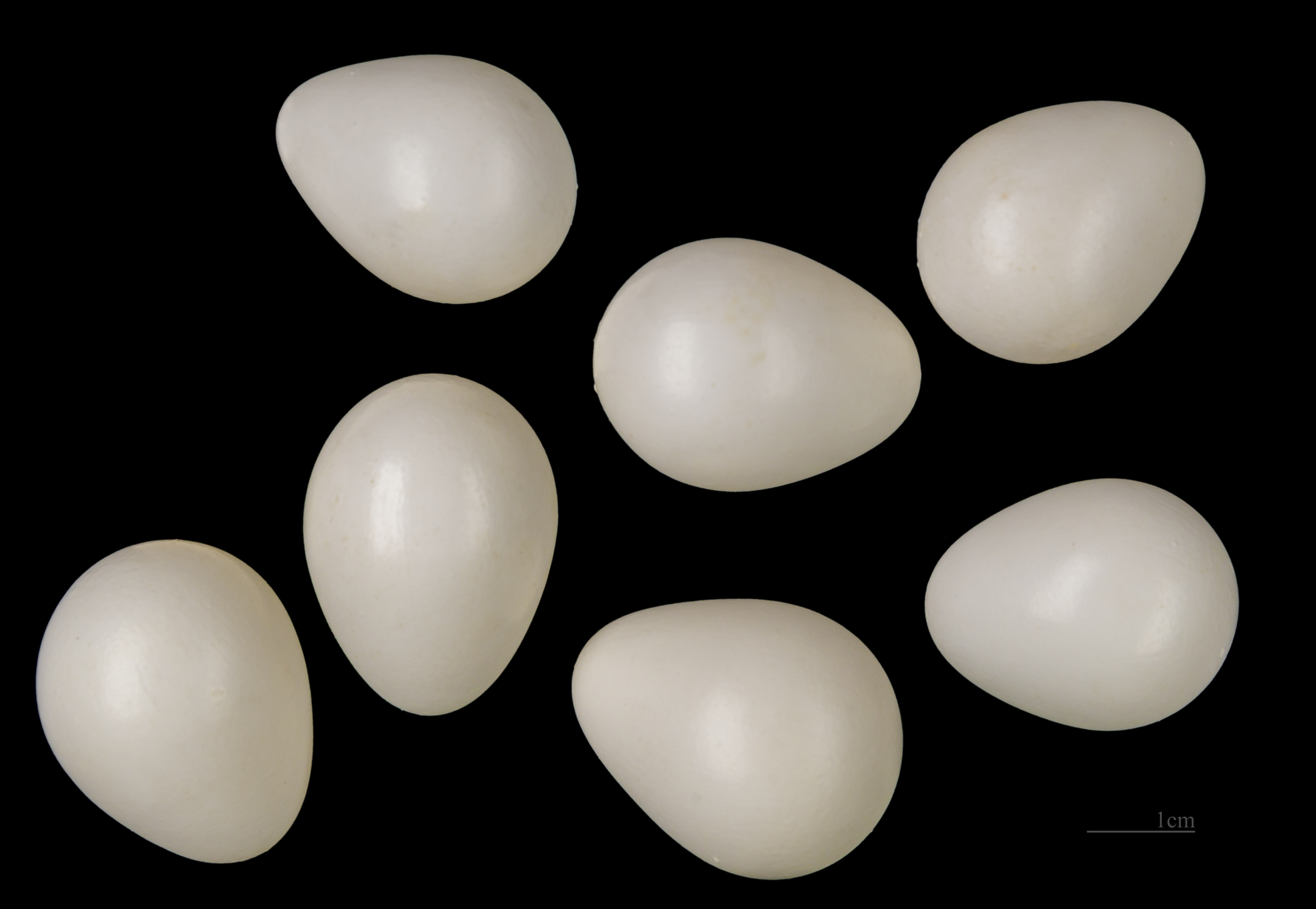
Gelege eines Grauspechts

Die Eiablage beginnt etwas später als beim Grünspecht, in Mitteleuropa meist Mitte April, in den nordeuropäischen und nordasiatischen Brutgebieten entsprechend später. Über die Brutzeiten der südostasiatischen Grünspechte liegen keine Angaben vor. Gorman nennt vier bis fünf Eier als Durchschnitt, während Glutz von Blotzheim und Bauer die Größe des Durchschnittsgeleges mit sieben bis neun Eiern beziffern. Die Eier sind meist langoval, feinporig, weiß und glänzend und weisen gelegentlich einen feinen gelben oder grauen Schimmer auf. Sie wiegen bei einer mittleren Größe von etwa 27,5 × 20,5 Millimetern ungefähr sieben Gramm. Die Eiablage erfolgt im Tagesrhythmus am frühen Morgen. Intensiv wird von beiden Geschlechtern erst nach der Ablage des letzten Eies gebrütet, sodass die Jungen nach 16 bis 17 (14 bis 18) Tagen fast zeitgleich schlüpfen. Grauspechte brüten nur einmal im Jahr, über Nachgelege bei Gelegeverlust ist nichts bekannt.
Die Jungen werden von beiden Elternteilen gefüttert und gewärmt. In den ersten Tagen wird die Insektennahrung vorverdaut, in der Folge werden die Nahrungstiere im Schnabel angeboten. Einige Male wurden unverpaarte Weibchen als Bruthelfer beobachtet. Nach etwa 24 bis 25 Tagen sind die Nestlinge flügge. Innerhalb einer Woche verlässt die gesamte Familie die Umgebung der Nisthöhle. Die Führungszeit scheint immer sehr kurz zu sein und dürfte gelegentlich vollkommen entfallen.

### Bruterfolg und Höchstalter
Obwohl die Gelege des Grauspechtes sehr groß sein können, fliegen nur selten mehr als vier Junge aus. Frischflügge Jungvögel sind besonders gefährdet und verunglücken oft. Über die Lebenserwartung freilebender Grauspechte liegen nur wenige Daten vor. Das bisher festgestellte Höchstalter eines beringten Vogels lag bei fünf Jahren und vier Monaten. Generell können Spechte jedoch auch im Freiland gelegentlich ein recht hohes Alter erreichen. Das bisher festgestellte Höchstalter eines Grünspechtes lag bei über 15 Jahren.

## Bestand und Bestandsentwicklung
Der Grauspecht gehört zu den recht schwer zu erfassenden Arten, da vor allem Einzelbrüter eine geringe Rufaktivität zeigen. Isolierte Reviere werden daher oft übersehen. Aus diesem Grunde unterliegen Bestandsangaben einer beträchtlichen Unschärfe. Wahrscheinlich fand in Europa, vor allem an der nordwestlichen Grenze des Verbreitungsgebietes, seit den 1960er Jahren ein Bestandsrückgang und auch ein damit einhergehender Arealverlust statt. Seit den 1990er Jahren scheinen sich aber die Grauspechtbestände, wohl auf Grund der überwiegend milden Winter, wieder zu erholen. Weltweit wird ein leichter Bestandsrückgang festgestellt, der aber nicht die Kriterien für eine Gefährdungsstufe erfüllt. Deshalb gelten die Bestände dieser Spechtart als gesichert.
In Europa sind die Bestände zurzeit stabil beziehungsweise nehmen in einigen Staaten sogar leicht zu, ein Umstand, der möglicherweise aber ein Scheineffekt und nur auf die bessere Erfassung dieser Art in den letzten Jahren zurückzuführen ist. Die europäische Gesamtpopulation wird auf 180.000 bis 320.000 Brutpaare geschätzt. Schlüsselvorkommen befinden sich im europäischen Teil Russlands sowie in Rumänien. In Deutschland brüten etwa 15.000 Paare, in Österreich um die 2.500 und in der Schweiz ungefähr 1.500. In der Roten Liste der Brutvögel Deutschlands von 2015 wird die Art in der Kategorie 2 als stark gefährdet geführt. Über die außereuropäischen Bestandsverhältnisse liegen keine zusammenfassenden Zahlen vor.
Da der Grauspecht ungestörte und ursprüngliche Wälder mit natürlichen Altersstrukturen sowie Auwaldgebiete als Bruthabitate bevorzugt, liegt in der Zerstörung solcher Lebensräume die größte Gefährdung der Art.